# Список референдумов о монархии
Референдумы о монархии — референдумы об установлении, отмене или восстановлении (реставрации) монархии или о правилах престолонаследия.

## Референдумы об установлении, отмене или восстановлении монархии
| Страна | Референдум                                                      | Дата                | Итоги                  | За республику [%] | За монархию [%] | Явка [%] | Примечания |
| --- | --------------------------------------------------------------- | ------------------- | ---------------------- | ----------------- | --------------- | -------- | --- |
| Республика Албания                                                                                         | Референдум о восстановлении монархии в Албании (1997)           | 29 июня 1997        | республика сохранена   | 63,54             | 31,65           | 71,64    | Легитимность результатов была поставлена под сомнение главой королевского дома Зогу. |
| Австралийский союз (королевство в составе Содружества наций)                                               | Австралийский референдум (1999)                                 | 6 ноября 1999       | монархия сохранена     | 45,13             | 54,87           | 95,1     | [ 3 ] |
| Федеративная Республика Бразилия                                                                           | Бразильский конституционный референдум 1993 года                | 21 апреля 1993      | республика сохранена   | 86,6              | 13,4            | 84,3     | [ 4 ] |
| Царство Болгария                                                                                           | Болгарский республиканский референдум (1946)                    | 8 сентября 1946     | монархия отменена      | 95,6              | 4,4             | 91,7     | [ 5 ] |
| Гамбия (королевство в составе Содружества наций)                                                           | Республиканский референдум в Гамбии (1965)                      | 24 ноября 1965      | монархия сохранена     | 65,85             | 34,15           | 60,46    | Требовалось большинство в 2/3 голосов |
| Гамбия (королевство в составе Содружества наций)                                                           | Республиканский референдум в Гамбии (1965)                      | апрель 1970         | монархия отменена      | 70,45             | 29,55           | 90,1     | [ 7 ] |
| Королевство Греция                                                                                         | Референдум в Греции (1920)                                      | 22 ноября 1920      | монархия восстановлена | 98,97             | 1,03            |          | Король Константин I вернулся на трон 06.12.1920 г. |
| Королевство Греция                                                                                         | Республиканский референдум в Греции (1924)                      | 13 апреля 1924      | монархия отменена      | 69,98             | 30,02           |          | 25 марта 1924 г. была провозглашена Вторая Греческая республика\|. |
| Греческая республика                                                                                       | Референдум о восстановлении монархии в Греции (1935)            | 3 ноября 1935       | монархия восстановлена | 2,1               | 97,9            |          | Король Георг II вернулся из 25.11.1935 г. из Лондона и был восстановлен на престоле 30.11.1935 г. |
| Королевство Греция                                                                                         | Референдум о сохранении монархии в Греции (1946)                | 1 сентября 1946     | монархия сохранена     | 31,6              | 68,4            | 86,6     | Король Георг II вернулся в сентябре 1946 г. и был восстановлен на престоле. |
| Греческая республика                                                                                       | Республиканский референдум в Греции (1973)                      | 29 июля 1973        | монархия отменена      | 78,6              | 21,4            | 75,0     | Хунта уже провозгласила Грецию республикой 01.06.1973 г. и референдум должен был подтвердить это решение. |
| Греческая республика                                                                                       | Республиканский референдум в Греции (1974)                      | 8 декабря 1974      | республика сохранена   | 69,2              | 30,8            | 75,6     | Хунта уже провела референдум, проведённый 29.07.1973 г., результатом которого стало установление Республики. Однако после падения военного режима правительство новое правительство К. Караманлиса решило провести ещё один, поскольку правовые акты хунты считались незаконными. |
| Королевство Исландия (королевство в личной унии с Королевством Дания, оккупированным нацистской Германией) | Референдум в Исландии (1944)                                    | с 20 по 23 мая 1944 | монархия отменена      | 98,5              | 1,5             | 98,4     | Исландия была провозглашена независимой республикой 17.06.1944 г. |
| Шаханшахское Государство Иран                                                                              | Референдум в Иране (март 1979)                                  | 30 и 31 марта 1979  | монархия отменена      | 99,3              | 0,7             | 98       | 01.04.1979 г. была основана Исламская республика Иран. |
| Королевство Италия                                                                                         | Конституционный референдум в Италии (1946)                      | 2 июня 1946         | монархия отменена      | 52,3              | 47,7            | 89,1     | [ 14 ] |
| Великое Герцогство Люксембург                                                                              | Референдум в Люксембурге (1919)                                 | 28 сентября 1919    | монархия сохранена     | 19,7              | 80,3            | 72,1     | [ 15 ] |
| Мальдивский султанат                                                                                       | Конституционный референдум на Мальдивах (1952)                  | 17 и 18 апреля 1952 | монархия отменена      | 96                | 4               |          | [ 16 ] |
| Мальдивская республика                                                                                     | Конституционный референдум на Мальдивах (1953)                  | август 1953         | монархия восстановлена | 2,0               | 98,0            |          | [ 17 ] |
| Мальдивский султанат                                                                                       | Конституционный референдум на Мальдивах (1968)                  | 15 марта 1968       | монархия отменена      | 81,23             | 18,77           | 93,35    | [ 18 ] |
| Мексика | Монархический референдум в Мексике (1863)                       | 4 декабря 1863      | монархия восстановлена | 0                 | 100             | 74,76    | Ассамблея нотаблей провозгласила Мексику 10.07.1863 г. монархией и референдум должен был подтвердить это решение. Эрцгерцог Максимилиан принял императорскую корону |
| Королевство Норвегия                                                                                       | Монархический референдум в Норвегии (1905)                      | 12 и 13 ноября 1905 | монархия сохранена     | 21,06             | 78,94           | 75,3     | [ 20 ] |
| Родезия (самопровозглашённое и непризнанное королевство в составе Содружества наций)                       | Конституционный референдум в Родезии (1969)                     | 20 июня 1969        | монархия отменена      | 81,01             | 18,99           | 80,97    | 02.11.1969 г. Родезия была объявлена независимой республикой |
| Королевство Руанда                                                                                         | Монархический референдум в Руанде (1961)                        | 25 сентября 1961    | монархия отменена      | 79,85             | 20,15           | 95,31    | 01.07.1962 г. Руанда провозглашена республикой |
| Сент-Винсент и Гренадины (королевство в составе Содружества наций)                                         | Конституционный референдум на Сент-Винсенте и Гренадинах (2009) | 25 ноября 2009      | монархия сохранена     | 43,71             | 55,29           | 53,48    | [ 23 ] |
| Княжество Сикким (протекторат Индии, находившийся под оккупацией Индии)                                    | Референдум в Сиккиме (1975)                                     | 14 апреля 1975      | монархия отменена      | 97,55             | 2,45            | 63,02    | 16.05.1975 г. Сикким вошёл в состав Индии в качестве штата |
| Южно-Африканский Союз (королевство в составе Содружества наций)                                            | Республиканский референдум в Южной Африке (1960)                | 5 октября 1960      | монархия отменена      | 52,29             | 47,71           | 90,77    | 31.05.1961 г. ЮАС был объявлен независимой республикой. |
| Испанское государство                                                                                      | Референдум о праве наследования в Испании (1947)                | 6 июля 1947         | монархия восстановлена | 4,86              | 95,14           | 88,59    | Одобренным на референдуме законом Франсиско Франко назначался главой государства пожизненно или до его отставки, и предоставил Франко право назначать своего преемника королём или регентом Королевства и тем самым официально учреждалось новое Королевство Испания.             |
| Тувалу (королевство в составе Содружества наций)                                                           | Конституционный референдум на Тувалу (1986)                     | февраль 1986        | монархия сохранена     | 5,34              | 94,66           |          | |
| Тувалу (королевство в составе Содружества наций)                                                           | Конституционный референдум на Тувалу (2008)                     | 30 апреля 2008      | монархия сохранена     | 35,02             | 64,98           |          | [ 27 ] |
| Государство Вьетнам                                                                                        | Референдум в Государстве Вьетнам (1955)                         | 23 октября 1955     | монархия отменена      | 98,91             | 1,09            | 108,42   | 26.10.1955 г. Вьетнам провозглашён республикой. |

## Референдумы по выбору или утверждению нового монарха или изменению правил престолонаследия
| Страна                                   | Референдум                                                | Дата           | Вопрос | Результат                                                                                          | Распределение голосов                       | Явка [%] | Комментарии |
| ---------------------------------------- | --------------------------------------------------------- | -------------- | --- | -------------------------------------------------------------------------------------------------- | ------------------------------------------- | -------- | --- |
| Королевство Бельгия                      | Монархический референдум в Бельгии (1960)                 | 12 марта 1950  | Должен ли король Леопольд III вернуться, должны ли быть восстановлены его королевские полномочия и обязанности и прекращено регентства графа Шарля Фландрского? | Король Леопольд III вернулся в Бельгию 22.07.1950 г., с восстановлением полномочий и обязанностей. | 57,68% за, 42.32% против                    | 92,92    | Король Леопольд III отказался от своих полномочий и обязанностей 11.08.1950 г., сделав своего старшего сына Бодуэна регентом. Позже Леопольд III отрекся от престола 17.07.1951 г. в пользу Бодуэна.                                                                                   |
| Королевство Дания                        | Референдум о порядке наследования престола в Дании (2009) | 7 июня 2009    | Следует ли отменить когнатическую примогенитуру при определении порядка наследования датского престола и заменить его абсолютной примогенитурой?                | Абсолютная примогенитура одобрена.                                                                 | 85,3% за, 14,6% против                      | 58,32    | [ 30 ] [ 31 ] |
| Королевство Греция                       | Референдум в Греции (1862)                                | 19 ноября 1862 | Кто должен стать преемником Отто как короля эллинов после его свержения?                                                                                        | Принц Альфред Великобританский должен был стать новым монархом.                                    | 95,36% за Принца Альфреда Великобританского |          | Принц Альфред отказался от греческого престола из-за давления со стороны британского правительства и его матери королевы Виктории; Принц Вильям Датский, получивший на референдуме лишь 0,00248% голосов и занявший 18-е место, 30.03.1863 г. стал королём Греции под именем Георгия I |
| Соединённые княжества Молдавии и Валахии | Референдум в Румынии (1866)                               | 20 апреля 1866 | Должен ли принц принц Карл-Людвиг Гогенцоллерн-Зигмаринген стать домнитором (господарем) Румынии после изгнания Александру Иоана Кузы?                          | Принц Карл-Людвиг был избран.                                                                      | 99,97% за, 0,3% против                      | 84,60    | Принц Карл-Людвиг был немедленно назначен новым господарем Каролем I. Его статус был повышен до короля 15.03.1881 г. |